# Генеральная прокуратура Армении

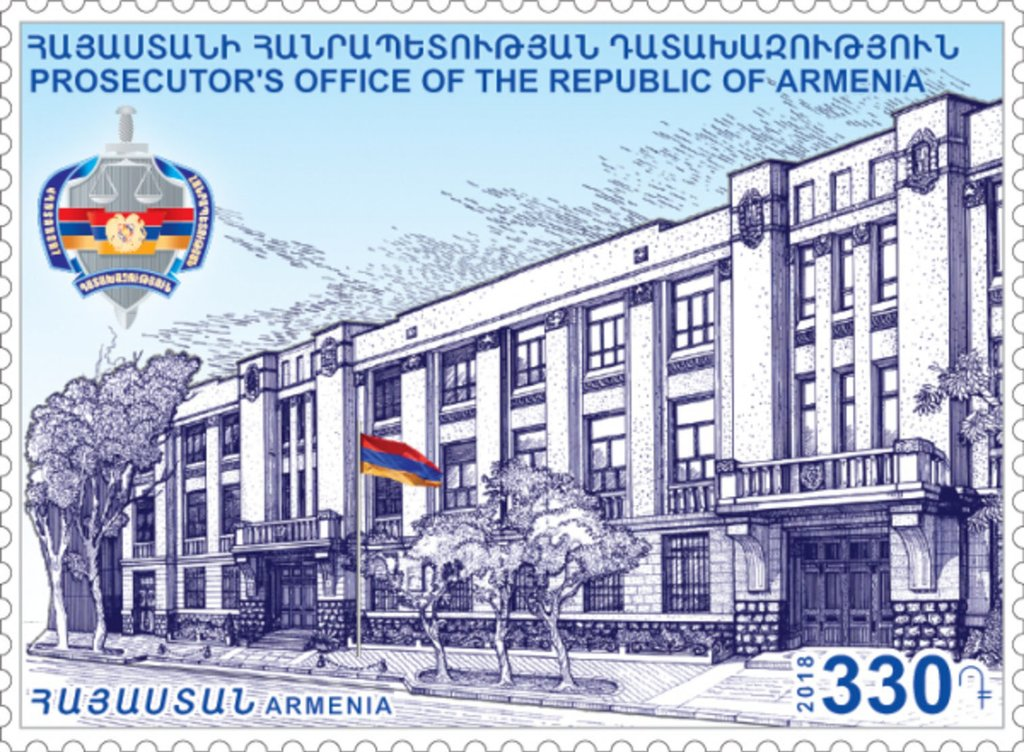
100 лет Прокуратуре Армении. Почта Армении, 2018

Генеральная прокуратура Республики Армения начала действовать с 6 декабря 1918, когда Совет первой Республики Армения принял Закон «О применении на территории Армении законов бывшей Российской империи».
В декабре 1922 года с образованием Советского Союза среди других союзных государственных органов была основана также прокуратура Верховного суда СССР и прокуратура АССР стала подчинятся подразделению этого органа в Советской Армении.
20 июля 1933 года совместным решением Центрального исполнительного комитета СССР и Совета народных комиссаров была основана прокуратура СССР, структурными подразделениями которой являлись прокуратуры союзных республик.
27 февраля 1959 года в прокуратуре Армении была создана коллегия, возглавляемая прокурором республики.
5 июля 1995 года была принята первая Конституция Республики Армения. 5 октября 1995 года в структуре прокуратуры Армении как отдельное подразделение была создана военная прокуратура. 
Адрес: Республика Армения, 0010, Ереван, ул. В. Саргсяна, 5.

## Генеральные прокуроры
Генеральные прокуроры Республики Армения:
- Сурен Осипян (1971—1988)
- Владимир Назарян (1988—1990)
- Артавазд Геворгян (1990—1997)
- Генрик Хачатрян (1997—1998)
- Жирайр Харатьян (1998)
- Агван Овсепян (1998—1999)
- Борис Назарян (1999—2001)
- Арам Тамазян (2001—2004)
- Агван Овсепян (2004—2013)
- Геворг Костанян (2013—2016).
- Артур Давтян (2016—2022)
- Анна Вардапетян (c 2022)[1]